# 源重実
源 重実（みなもと の しげざね、生没年不詳）は、平安時代後期の武将。佐渡守源重宗の長男。通称は佐渡源太。八島重実とも称した。

## 生涯
承暦3年（1079年）の美濃国内における父重宗と源国房との合戦には重実も与していたとされる。その後は鳥羽院の武者所に伺候し、四天王の一人とまで呼ばれたという（『尊卑分脈』）。
天仁2年（1109年）2月に起きた源義忠暗殺事件では、当初重実が嫌疑をかけられ左大臣源俊房の邸内で検非違使に逮捕された（『百錬抄』）。
保延3年（1137年）3月に崇徳天皇から勅勘を蒙った（『尊卑分脈』）。
重実の子の重成・重貞らは平治の乱、保元の乱で名を馳せた。また、尾張国浦野に移住した重遠は、山田氏や葦敷氏、小河氏（水野氏）、高田氏、足助氏などの祖となった。

## 伝説
源重実は美濃国で仙人と接触したという伝説がある。

## 系譜
- 父：源重宗
- 母：不詳
- 妻：勾当大夫宗成女
  - 男子：源重成（八島重成） - 佐渡式部大夫。
- 生母不明
  - 男子：源重遠（浦野四郎） - 父・重宗の猶子となる。子孫は尾張源氏。
  - 男子：源重忠（佐渡重忠）
  - 男子：源重貞（山田先生） - 佐渡兵衛尉。
  - 男子：源重頼 - 葦敷重頼か？
  - 男子：源時成（八島先生） - 検非違使、左衛門尉。
  - 男子：源重近
  - 男子：実宗 - 延暦寺上座。
  - 男子：源仲重 - 従五位下、備前守。
  - 男子：源実 - 延暦寺の僧。